# Gonatocerus shamimi
Gonatocerus shamimi är en stekelart som beskrevs av Subba Rao och Hayat 1986. Gonatocerus shamimi ingår i släktet Gonatocerus och familjen dvärgsteklar. Inga underarter finns listade i Catalogue of Life.